# The Transporter Refueled
The Transporter Refueled is een Frans-Chinese actiefilm uit 2015, geregisseerd door Camille Delamarre. Het is de vierde film uit de Transporter-franchise en de eerste film voorzien van een nieuwe cast waarin de hoofdrol van Frank Martin wordt vertolkt door Ed Skrein (vervanger van Jason Statham).

## Verhaal
Als bezorger wordt Frank ingehuurd om een paar pakjes te bezorgen voor een mysterieuze Anna. Als hij er in wordt geluisd en zijn vader wordt ontvoerd, wordt hij gedwongen mee te werken aan een operatie om een groep Russische mensenhandelaren uit te schakelen. Om zijn vader te redden zal hij alle regels moeten breken.

## Rolverdeling
| Acteur            | Personage               |
| ----------------- | ----------------------- |
| Ed Skrein         | Frank Martin Jr.        |
| Ray Stevenson     | Frank Martin Sr.        |
| Loan Chabanol     | Anna                    |
| Gabriella Wright  | Gina                    |
| Tatjana Pajković  | Maria                   |
| Yu Wenxia         | Qiao                    |
| Radivoje Bukvić   | Arkady Karasov          |
| Noémie Lenoir     | Maïssa                  |
| Lenn Kudrjawizki  | Leo Imasov              |
| Yuri Kolokolnikov | Yuri                    |
| Samir Guesmi      | Inspecteur Bectaoui     |
| Anatole Taubman   | Stanislav Turgin        |
| Robbie Nock       | Co-piloot Air Yuri      |
| Michael Morris    | Hoofdinspecteur Guesdon |